# Пясіна
Пя́сіна — річка в Красноярському краї Росії. Довжина 818 км, площа басейну 182 тисячі км².
Витікає з озера Пясіно, протікає по Північно-Сибірській низовині, в нижній течії проривається через гори Бирранга. Впадає в Пясінську затоку Карського моря, утворюючи естуарій.
Основні притоки: Дудипта (права), Агапа (ліва). Середня витрата води в нижній течії 2 600 м³/с. Повінь з червня по жовтень. Кригостояння з кінця вересня — початку жовтня по червень. Риболовство. Судноплавство.